# Cécile Djunga
Cécile Djunga, née le 3 mai 1989 à Woluwe-Saint Lambert, est une humoriste, animatrice de télévision et vulgarisatrice scientifique belge. Elle est notamment connue comme animatrice des 7 saisons de l'émission de vulgarisation scientifique C'est toujours pas sorcier diffusée sur les chaînes et plateforme de France Télévisions. Le 14 juin 2024, Wallonie-Bruxelles International annonce sa nomination au poste de directrice du Centre Culturel Wallonie-Bruxelles de Kinshasa.

## Débuts
Cécile Djunga est née le 3 mai 1989 à Woluwe-Saint Lambert dans la région de Bruxelles-Capitale en Belgique. Après l'obtention de son brevet de l’académie des arts de la parole de Bruxelles en 2008, elle devient élève du Cours Florent jusqu'en 2013. Elle est révélée en tant que comédienne, en 2015, dans la saison 8 du "Jamel Comedy Club".

## Télévision
Elle devient animatrice de l'émission Tattoo Cover sur TFX en 2017 et est en parallèle présentatrice météo sur RTBF et TV5 Monde.
Depuis 2019, Cécile Djunga co-anime l'émission C'est Toujours Pas Sorcier aux côtés de Max Bird et Mathieu Duméry. Ce programme de vulgarisation scientifique est diffusé sur France 4 et la plateforme Okoo.